# Sākī-ye Soflá
Sākī-ye Soflá (persiska: ساكئ پائين, ساكی سُفلَى, ساكی سفلى) är en ort i Iran.   Den ligger i provinsen Markazi, i den centrala delen av landet, 260 km sydväst om huvudstaden Teheran. Sākī-ye Soflá ligger 2 288 meter över havet och antalet invånare är 204.
Terrängen runt Sākī-ye Soflá är kuperad.Runt Sākī-ye Soflá är det ganska tätbefolkat, med 65 invånare per kvadratkilometer. Närmaste större samhälle är Varcheh, 11,4 km öster om Sākī-ye Soflá. Trakten runt Sākī-ye Soflá består i huvudsak av gräsmarker.